# Academy of Country Music Awards 2023
O Academy of Country Music Awards 2023 foi realizado em 11 de maio de 2023, no Ford Center at The Star, em Frisco, Texas, nos Estados Unidos. A cerimônia foi apresentada pelos ícones da música country Dolly Parton e Garth Brooks.

## Antecedentes
Em 19 de julho de 2022, o Prime Video e a ACM anunciaram que mudariam a premiação para Frisco, Texas, no Ford Center at The Star, que é um local de treino do Dallas Cowboys. Esta é a segunda vez que a cerimônia é transmitem do estado do Texas desde a 50ª cerimônia, em 2015.

## Atualização nas categorias
Em 1º de dezembro de 2022, a Academia anunciou que mudaria algumas das categorias de premiação. O prêmio de Artista do Ano aumentaria de cinco para sete indicados. O prêmio de Compositor do Ano seria separado em: Compositor, descrito como um indivíduo conhecido predominantemente como compositor e que não atua como artista principal; e Artista — Compositor, descrito como um indivíduo conhecido tanto como artista quanto como compositor que foi o principal artista de gravação em pelo menos uma música que alcançou o top 20 nas paradas Hot Country Songs ou Mediabase Country da Billboard durante o período de elegibilidade. Por fim, o Vídeo do Ano seria renomeado como Mídia Visual do Ano, para incluir outros Em 1º de dezembro de 2022, a academia anunciou que mudaria algumas das categorias de premiação. O prêmio de Artista do Ano aumentaria de cinco indicados para sete indicados. O prêmio de Compositor do Ano seria separado em: Compositor, descrito como um indivíduo conhecido predominantemente como compositor e que não atua como artista principal; e Artista — Compositor, descrito como um indivíduo conhecido tanto como artista quanto como compositor, e que fora o principal artista de gravação em pelo menos uma canção que alcançara o top 20 nas paradas Hot Country Songs ou Mediabase Country da Billboard, durante o período de elegibilidade. Por fim, o Vídeo do Ano seria renomeado como Mídia Visual do Ano, para incluir outras formas de mídia.

## Apresentações
A primeira leva de artistas foi anunciada em 30 de abril de 2023. Em 8 de maio, Ed Sheeran foi anunciado como artista a se apresentar. A lista completa foi revelada em 9 de maio de 2023. Originalmente, Morgan Wallen iria se apresentar na cerimônia, mas teve que cancelar depois que foi colocado em repouso vocal pelos médicos.
| Artista(s)                                                             | Canção(ões)                                                                                   | Apresentado(s) por        |
| ---------------------------------------------------------------------- | --------------------------------------------------------------------------------------------- | ------------------------- |
| Keith Urban                                                            | "Texas Time"                                                                                  | —                         |
| Cole Swindell Jo Dee Messina                                           | "She Had Me at Heads Carolina"                                                                | Dolly Parton Garth Brooks |
| Kane Brown                                                             | "Bury Me in Georgia"                                                                          | —                         |
| Carly Pearce Trisha Yearwood                                           | "Wrong Side of Memphis" "XXX's and OOO's (An American Girl)" "She's in Love with the Boy"     | —                         |
| Hardy                                                                  | "Truck Bed"                                                                                   | Dolly Parton              |
| Bailey Zimmerman                                                       | "Rock and a Hard Place"                                                                       | Gabby Barrett Breland     |
| Cody Johnson                                                           | Celebração dos 90 anos de Willie Nelson: "Mammas Don't Let Your Babies Grow Up to Be Cowboys" | Dolly Parton Garth Brooks |
| Miranda Lambert                                                        | "Carousel"                                                                                    | —                         |
| Hailey Whitters                                                        | "Everything She Ain't"                                                                        | Dolly Parton              |
| Luke Combs                                                             | "Love You Anyway"                                                                             | —                         |
| Ed Sheeran Luke Combs                                                  | "Life Goes On"                                                                                | Luke Combs                |
| The War and Treaty                                                     | "Blank Page"                                                                                  | Carly Pearce TJ Osborne   |
| Jason Aldean                                                           | "Tough Crowd"                                                                                 | —                         |
| Ashley McBrydev Caylee Hammack Brandy Clark Pillbox Patti John Osborne | "Bonfire at Tina's"                                                                           | Dolly Parton              |
| Jelly Roll Lainey Wilson                                               | "Save Me"                                                                                     | Brandy Clark Jon Pardi    |
| Lainey Wilson                                                          | "Grease"                                                                                      | —                         |
| Jordan Davis                                                           | "Next Thing You Know"                                                                         | Dolly Parton              |
| Dolly Parton                                                           | "World on Fire"                                                                               | Garth Brooks              |

## Vencedores e indicados
Os indicados foram anunciados no dia 9 de abril de 2024, no programa de rádio The Bobby Bones Show e no site da Academy of Country Music.
| Artista do Ano (apresentado por Trisha Yearwood) | Álbum do Ano (apresentado por Garth Brooks) |
| --- | --- |
| - Chris Stapleton - Jason Aldean - Kane Brown - Luke Combs - Miranda Lambert - Carrie Underwood - Morgan Wallen | - Bell Bottom Country – Lainey Wilson - Ashley McBryde Presents: Lindeville – Ashley McBryde - Growin' Up – Luke Combs - Mr. Saturday Night – Jon Pardi - Palomino – Miranda Lambert |
| Cantora do Ano (apresentado por Dolly Parton) | Cantor do Ano (apresentado por Garth Brooks) |
| - Lainey Wilson - Kelsea Ballerini - Miranda Lambert - Ashley McBryde - Carly Pearce | - Morgan Wallen - Kane Brown - Luke Combs - Jordan Davis - Chris Stapleton |
| Grupo do Ano (apresentado por Chris Young e Mitchell Tenpenny) | Dupla do Ano (apresentado por Dustin Lynch e MacKenzie Porter) |
| - Old Dominion - Lady A - Little Big Town - Midland - Zac Brown Band | - Brothers Osborne - Brooks & Dunn - Dan + Shay - Maddie & Tae - The War and Treaty |
| Single do Ano (apresentado por Tanya Tucker) | Canção do Ano (apresentado por Dak Prescott e Emmitt Smith) |
| - "She Had Me at Heads Carolina" – Cole Swindell - "Heart Like a Truck" – Lainey Wilson - "Never Wanted to Be That Girl" – Carly Pearce e Ashley McBryde - "Thank God" – Kane Brown e Katelyn Brown - "'Til You Can't" – Cody Johnson                                                                           | - "She Had Me at Heads Carolina" – Ashley Gorley, Cole Swindell, Jesse Frasure, Mark D. Sanders, Thomas Rhett e Tim Nichols - "Sand in My Boots" – Ashley Gorley, Josh Osborne e Michael Hardy - "'Til You Can't" – Ben Stennis e Matt Rogers - "Wait in the Truck" – Hunter Phelps, Jordan Schmidt, Michael Hardy e Renee Blair - "You Should Probably Leave" – Ashley Gorley, Chris DuBois e Chris Stapleton |
| Cantora Revelação do Ano | Cantor Revelação do Ano |
| - Hailey Whitters - Priscilla Block - Megan Moroney - Caitlyn Smith - Morgan Wade | - Zach Bryan - Jackson Dean - Ernest - Dylan Scott - Nate Smith - Bailey Zimmerman |
| Artista-Compositor do Ano | Compositor do Ano |
| - Hardy - Luke Combs - Ernest - Miranda Lambert - Morgan Wallen | - Ashley Gorley - Nicolle Galyon - Chase McGill - Josh Osborne - Hunter Phelps |
| Evento Musical do Anov (apresentado por Mickey Guyton e Tyler Hubbard) | Mídia Visual do Ano |
| - "Wait in the Truck" – Hardy com part. de Lainey Wilson - "At the End of a Bar" – Chris Young com Mitchell Tenpenny - "She Had Me at Heads Carolina (Remix)" – Cole Swindell e Jo Dee Messina - "Thank God" – Kane Brown com Katelyn Brown - "Thinking ‘Bout You" – Dustin Lynch com part. de MacKenzie Porter | - "Wait in the Truck" – Hardy com part. de Lainey Wilson - "Heartfirst" – Kelsea Ballerini - "She Had Me at Heads Carolina" – Cole Swindell - "Thank God" – Kane Brown com Katelyn Brown - 'Til You Can't" – Cody Johnson - "What He Didn't Do" – Carly Pearce |